# Chares
Chares av Lindos (grekiska Χάρη τον Λίνδιο), död omkring år 280 f.Kr., var en konstnär och stenhuggare från staden Lindos på den grekiska ön Rhodos. Han var lärling till Lysippos, som var en av de tre främsta skulptörerna från den klassiska eran. Chares är mest känd för den stora statyn Kolossen på Rhodos, ett av världens sju underverk.